# ЛОЛА (фільм, 2022)
ЛОЛА (LOLA) — науково-фантастичний псевдодокументальний фільм Ендрю Леґґе. Прем'єра відбулася на кінофестивалі в Локарно на початку серпня 2022 року. Нагорода Méliès d'Or за найкращий європейський фантастичний фільм.

## Про фільм
1940 рік, Томасіна і Марта побудували машину LOLA, яка може перехоплювати радіо- та телепередачі з майбутнього.
Вони ще не знають, які руйнівні зміни це матиме на майбутнє світу, але й для них самих.

## Знімались
| Актор           | Роль       |
| --------------- | ---------- |
| Емма Епплтон    | Томасіна   |
| Стефані Мартіні | Марта      |
| Рорі Флек Бірн  | Себастіан  |
| Ніл Геннон      | Реджинальд |
| Лоркан Краніч   | Норбері    |
| Г'ю О'Конор     | Енох       |
| Айвіанна Сноу   | Ребекка    |
| Нік Даннінг     | новинар    |